# Windpark Hoßkirch
Der Windpark Hoßkirch ist ein seit 2024 in Bau befindlicher Windpark bei Hoßkirch im Landkreis Ravensburg in Baden-Württemberg.

## Lage
Die Windenergieanlagen des Windparks Hoßkirch sind wie folgt von den umliegenden bewohnten Orten entfernt:
- WEA 1 liegt ca. 1,6 km südöstlich von Wirnsweiler, ca. 1,8 km südöstlich von Tafertsweiler, 2 km nördlich von Oberweiler, rund 2,4 km nordöstlich von Unterweiler und 2,4 km östlich von Ostrach.
- WEA 3 liegt ungefähr 1,3 km nördlich von Hoßkirch.
- WEA 5 liegt ca. 1,0 km nördlich von Hüttenreute, ca. 1,6 km westlich von Heratskirch und rund 1,5 km nordwestlich von Milpishaus.
- WEA 6 ist ca. 2 km südlich von Bolstern entfernt.

## Anlagen
Der Windpark Hoßkirch besteht aus sechs Windenergieanlagen des Typs Vestas V172-7.2 MW. Jede dieser Anlagen verfügt über eine Nennleistung von 7.200 kW, was einer Gesamtleistung von 43,2 MW (6 Anlagen × 7,2 MW) für den gesamten Windpark entspricht. Mit einem Rotordurchmesser von 172 Metern und einer Nabenhöhe von 175 Metern erreichen die Anlagen eine Gesamthöhe von 261 Metern (Nabenhöhe + halber Rotordurchmesser).
Die Windenergieanlagen sind für den Betrieb bei Temperaturen von −20 °C bis 45 °C ausgelegt. Sie schalten sich bei einer Windgeschwindigkeit von 3 m/s ein und bei 25 m/s wieder ab. Die Anlagen nutzen ein Getriebe mit zwei Planetenstufen und verfügen über eine aerodynamische Bremse durch vollständige Fahnenstellung der Rotorblätter mittels drei Pitch-Zylindern.
Der CO2-Fußabdruck wird mit 6,2 g CO2e/kWh angegeben, und die Recyclingquote beim Abbau liegt bei 87 %.

### Netzanschluss
Die Einspeisung des im Windpark erzeugten Stroms erfolgt direkt in die nahegelegene 110 kV Hochspannungsleitung. Hierfür wird in der Nähe der Windenergieanlagen 5 ein neues Umspannwerk errichtet, das die von den Windrädern gelieferte Spannung von 30 kV auf die erforderliche Hochspannung von 110 kV transformiert.
| Foto |                 | Baujahr | Name                   | Standort                      | Beschreibung                 | Metadaten                                           | Einzelnachweise |
| ---- | --------------- | ------- | ---------------------- | ----------------------------- | ---------------------------- | --------------------------------------------------- | --------------- |
|      | Datei hochladen | 2025    | WEA 1 · Wikidata       | Standort                      | VESTAS V172 ca. 648 m ü. NHN | P84(Architekt): P131(Ort):Hoßkirch Region-ISO:DE-BW | [ 4 ]           |
|      | Datei hochladen | 2025    | WEA 2 · Wikidata       | Standort                      | VESTAS V172 ca. 645 m ü. NHN | P84(Architekt): P131(Ort):Hoßkirch Region-ISO:DE-BW | [ 5 ]           |
|      | Datei hochladen | 2025    | WEA 3 · Wikidata       | Standort                      | VESTAS V172 ca. 645 m ü. NHN | P84(Architekt): P131(Ort):Hoßkirch Region-ISO:DE-BW | [ 6 ]           |
|      | Datei hochladen | 2025    | WEA 4 · Wikidata       | Standort                      | VESTAS V172 ca. 663 m ü. NHN | P84(Architekt): P131(Ort):Hoßkirch Region-ISO:DE-BW | [ 7 ]           |
|      | Datei hochladen | 2025    | WEA 5 · Wikidata       | Standort                      | VESTAS V172 ca. 671 m ü. NHN | P84(Architekt): P131(Ort):Hoßkirch Region-ISO:DE-BW | [ 8 ]           |
|      | Datei hochladen | 2025    | WEA 6 · Wikidata       | Standort                      | VESTAS V172 ca. 663 m ü. NHN | P84(Architekt): P131(Ort):Hoßkirch Region-ISO:DE-BW | [ 9 ]           |
|      | Datei hochladen | 2025    | Umspannwerk · Wikidata | Koordinaten fehlen! Hilf mit. |                              | P84(Architekt): P131(Ort):Hoßkirch Region-ISO:DE-BW |                 |

## Flora und Fauna
Das Biotop Buchenwald S Wirnsweiler mit einer Fläche von 4,4047 Hektar liegt etwa 140 Meter von den Windenergieanlagen 1 und 2 entfernt. Laut den Karten der Landesanstalt für Umwelt Baden-Württemberg wurden im Bereich des Windparks bei der Milan-Kartierung 2019 der Rotmilan (Milvus milvus) und der Schwarzmilan (Milvus migrans) nachgewiesen. Des Weiteren wurde 2017 von der Arbeitsgemeinschaft Fledermausschutz Baden-Württemberg e. V. die Zweifarbfledermaus (Vespertilio murinus) dokumentiert.

## Sonstiges
In der Umgebung des Windparks Hoßkirch gibt es weitere Planungen für Windenergieprojekte. In der Nähe befindet sich ein weiterer Windpark in Projektierung mit drei Nordex N175 Windrädern, die eine Gesamthöhe von 266,5 Metern und einen Fundamentdurchmesser von 29,1 Metern erreichen sollen. Westlich von Ostrach ist zudem ein Windpark mit 13 Nordex N175 Anlagen in Planung.